# Purpurcichlid
Purpurcichlid (Pelvicachromis subocellatus) är en fiskart som först beskrevs av Günther 1872.  Purpurcichlid ingår i släktet Pelvicachromis och familjen Cichlidae. IUCN kategoriserar arten globalt som otillräckligt studerad. Inga underarter finns listade i Catalogue of Life.